# عبد الأمير الحمداني
عبد الأمير غالب الحمداني (1967 - 29 نيسان 2022) هو سياسي عراقي، ولد في محافظة ذي قار في قضاء الفهود، كُلِّف بوزارة الثقافة والسياحة والآثار في حكومة عادل عبدالمهدي.
توفي عبد الأمير الحمداني يوم الجمعة 29 نيسان 2022، عن عمر ناهز 55 عاما، إثر صراع طويل مع المرض.

## سيرته
ولد في محافظة ذي قار عام 1967.

### التحصيل العلمي
في عام 1987 تحصل على بكالوريوس آثار قديمة من فسم الآثار في جامعة بغداد وماجستير في علوم الآثار والأنثروبولوجيا من جامعة ولاية نيويورك في ستوني بروك الأمريكية في عام 2013، وكان عنوان الرسالة «العلاقات الإقتصادية والسياسية والمكانية بين القرى والمدن في بلاد سومر في بداية الألف الثاني قبل الميلاد» ونال شهادة الدوكتوراه في نفس الاختصاص والجامعة في عام 2015 عنوان الأطروحة «دول الظل- آثار السلالات الحاكمة في أهوار جنوبي بلاد الرافدين».

## مناصب ومهام
درَّس في الجامعة المذكورة كجزء من متطلبات الحصول على الدكتوراه، فقد درّس: الحضارات المقارنة، والعلوم والتكنولوجيا في المجتمعات القديمة، والثورة الزراعية، وحماية وحفظ التراث العالمي، واللغة العربية.
عين سنة 2001 منقبًا للآثار في الهيئة العامة للآثار والتراث. أصبح مدير آثار محافظة ذي قار للفترة من 2003 ولغاية 2010، حيث ترأس فريقا لمسح وتوثيق المواقع الأثرية منذ سنة 2003 ولغاية سنة 2010 وتمكّن من زيارة وتوثيق مامجموعه 1200 تل أثري في محافظة ذي قار وأجزاء من المحافظات المجاورة، وشملت مناطق لم يتم مسحها سابقاً مثل مناطق الأهوار الجنوبية والبادية الغربية ومناطق شرق نهر الغرّاف. أجرى تنقيبات في عدد من المواقع الأثرية مع البعثات الوطنية والدولية التي عملت في العراق بعد 2003.
ساهم خلال وبعد الغزو الأمريكي للعراق في تأمين الحماية للمواقع الأثرية في محافظة ذي قار من خلال تسيير دوريات الحماية اليومية للمواقع المستهدفة من أجل إيقاف النهب. أعاد للمتحف العراقي حوالي 30 ألف قطعة أثرية مسروقة أو معدة للتهريب من المواقع الأثرية.
ساهم في سنة 2004 في تشكيل قوة عراقية خاصة بحماية المواقع الأثرية في محافظة ذي قار.
قام للفترة من 2012 ولغاية 2015 بإعداد قاعدة بيانات وأطلس رقمي للمواقع الأثرية في العراق باستخدام خرائط ومسوحات سابقة وصور جوية عالية الدقة.
ساهم في إعداد ملف ترشيح مدينة أور، أريدو، أوروك والأهوار إلى لائحة اليونسكو للتراث العالمي.
شارك في العديد من المؤتمرات الوطنية والدولية عن الآثار، وألقى محاضرات في العديد من الجامعات الأوربية والأمريكية بخصوص الآثار العراقية.
مدير تحرير مجلة الآداب السومرية 2005-
عضو في جمعية الآثاريين في العراق واتحاد الصحفيين في العراق، رئيس اتحاد الأدباء والكتاب في محافظة ذي قار 2009.
زميل للعديد من المؤسسات والمراكز البحثية والأكاديمية العالمية منها: صندوق التراث العالمي، المركز الدولي لصيانة الممتلكات الثقافية، المؤتمر الدولي للآثار، المجلس الدولي للمتاحف، المجلس الأمريكي لمراكز بحوث ماوراء البحار، المعهد الأمريكي للدراسات الأكاديمية في العراق، مؤسسة التراث العراقي، ومؤسسة اصوات من أجل العراق.

## منشورات
نشر العديد من المقالات العلمية في الدوريات والمجلات العراقية والأجنبية باللغتين العربية والإنجليزية، وكتب فصولا في عدد من الكتب.